# Micronereis anaramosae
Micronereis anaramosae är en ringmaskart som beskrevs av San Martin och Parapar 1997. Micronereis anaramosae ingår i släktet Micronereis och familjen Nereididae. Inga underarter finns listade i Catalogue of Life.